# Río Yuracyacu (Río Mayo)
Der Río Yuracyacu (Quechua: yurac für „weiß“, yacu für „Wasserstelle“) ist ein 47 km langer rechter Nebenfluss des Río Mayo in der Provinz Rioja in der Region San Martín im zentralen Norden Perus.

## Flusslauf
Der Río Yuracyacu entspringt in einem Höhenkamm im äußersten Südwesten des Distrikts Nueva Cajamarca. Das Quellgebiet liegt auf einer Höhe von etwa 3280 m innerhalb des Waldschutzgebietes Bosque de Protección Alto Mayo. Der Río Yuracyacu fließt anfangs 7 km nach Norden und wendet sich im Anschluss in Richtung Ostnordost. Bei Flusskilometer 24 passiert er die Ortschaft La Florida und erreicht die Beckenlandschaft des oberen Río Mayo. Bei Flusskilometer 19 durchquert der Fluss die Stadt Nueva Cajamarca. Er fließt nun nach Osten und passiert bei Flusskilometer 16 die am südlichen Flussufer gelegene Ortschaft Ucrania. Auf den letzten vier Kilometern wendet sich der Fluss nach Norden und fließt entlang dem westlichen Stadtrand von Yuracyacu, bevor er in den nach Osten strömenden Río Mayo mündet. Auf den unteren 13 Kilometern, im Distrikt Yuracyacu, weist der Río Yuracyacu ein stark mäandrierendes Verhalten mit zahlreichen engen Flussschlingen auf.

## Einzugsgebiet
Das Einzugsgebiet des Río Yuracyacu umfasst eine Fläche von 585 km². Es erstreckt sich über Teile der Distrikte Nueva Cajamarca und Yuracyacu. Das Einzugsgebiet grenzt im Norden an das des Río Soritor, im Nordwesten an das des Río Naranjillo, im Südwesten an das des Río Tonchima (im Oberlauf: Río Salas) sowie im Osten an das des Río Negro. Der Höhenkamm ist überwiegend bewaldet. Die Beckenlandschaft besteht hauptsächlich aus landwirtschaftlichen Nutzflächen. Es gibt aber auch größere urbane Flächen mit Nueva Cajamarca und Yuracyacu.